# Silvia Berger
Silvia Berger (ur. 7 listopada 1980 w Westendorf) – austriacka narciarka alpejska, dwukrotna medalistka mistrzostw świata.

## Kariera
Po raz pierwszy na arenie międzynarodowej pojawiła się 5 grudnia 1995 roku w Abtenau, gdzie w zawodach FIS zajęła 48. miejsce w gigancie. W 1999 roku wystartowała na mistrzostwach świata juniorów w Pra Loup, gdzie zdobyła srebrne medale w supergigancie i gigancie.
W zawodach Pucharu Świata zadebiutowała 2 stycznia 1999 roku w Mariborze, gdzie zajęła 34. miejsce w supergigancie. Pierwsze pucharowe punkty wywalczyła dzień później w tej samej miejscowości, zajmując 20. miejsce w gigancie. Na podium zawodów PŚ po raz pierwszy stanęła 9 grudnia 1999 roku w Val d’Isère, kończąc giganta na drugiej pozycji. W zawodach tych rozdzieliła swą rodaczkę, Michaelę Dorfmeister i Francuzkę Régine Cavagnoud. W kolejnych startach jeszcze dwa razy stanęła na podium: 11 stycznia 2004 roku w Veysonnaz i 14 stycznia 2005 roku w Cortina d’Ampezzo była trzecia w supergigancie. W sezonie 2003/2004 zajęła 26. miejsce w klasyfikacji generalnej, a w klasyfikacji supergiganta była ósma.
Wystartowała w supergigancie na mistrzostwach świata w Santa Caterina w 2005 roku, gdzie zajęła jedenaste miejsce. Nigdy nie startowała na igrzyskach olimpijskich.

## Osiągnięcia

### Mistrzostwa świata
| Miejsce | Dzień       | Rok  | Miejscowość | Konkurencja | Czas biegu | Strata | Zwyciężczyni |
| ------- | ----------- | ---- | ----------- | ----------- | ---------- | ------ | ------------ |
| 11.     | 30 stycznia | 2005 | Bormio      | Supergigant | 1:17,64    | +1,36  | Anja Pärson  |

### Mistrzostwa świata juniorów
| Miejsce | Dzień    | Rok  | Miejscowość | Konkurencja | Czas biegu | Strata | Zwyciężczyni        |
| ------- | -------- | ---- | ----------- | ----------- | ---------- | ------ | ------------------- |
| 18.     | 9 marca  | 1999 | Pra Loup    | Slalom      | 1:46,62    | +4,79  | Anja Pärson         |
| 2.      | 10 marca | 1999 | Pra Loup    | Gigant      | 1:53,82    | +0,73  | Denise Karbon       |
| 49.     | 13 marca | 1999 | Pra Loup    | Zjazd       | 1:11,09    | +5,32  | Kerstin Reisenhofer |
| 2.      | 14 marca | 1999 | Pra Loup    | Supergigant | 1:06,08    | +0,08  | Karin Blaser        |

### Puchar Świata

#### Miejsca w klasyfikacji generalnej
- sezon 1998/1999: 105.
- sezon 1999/2000: 46.
- sezon 2000/2001: 49.
- sezon 2001/2002: 75.
- sezon 2002/2003: 37.
- sezon 2003/2004: 26.
- sezon 2004/2005: 29.
- sezon 2005/2006: 36.
- sezon 2006/2007: 60.
- sezon 2007/2008: 67.
- sezon 2008/2009: 82.

#### Miejsca na podium
1. Val d’Isère – 9 grudnia 1999 (gigant) – 2. miejsce
2. Veysonnaz – 11 stycznia 2004 (supergigant) – 3. miejsce
3. Cortina d’Ampezzo – 14 stycznia 2005 (supergigant) – 3. miejsce